# Карельское Заручье
Карельское Заручье — деревня в Максатихинском районе Тверской области, входит в состав Рыбинского сельское поселение.

## География
Деревня находится в 8 км на север от центра поселения села Сельцы и в 29 км на север от районного центра посёлка Максатиха.

## История
В конце XIX — начале XX века деревня Заручье являлась центром Заручьевской волости Бежецкого уезда Тверской губернии. В 1887 году в деревне было 51 двор.
С 1929 года деревня входила в состав Горячевского сельсовета Максатихинского района Бежецкого округа Московской области, с 1935 года — в составе Калининской области, с 2005 года — в составе Будёновского сельского поселения, с 2014 года — в составе Рыбинского сельское поселение.

## Население
| 1859 | 1887 | 2002 | 2010 |
| ---- | ---- | ---- | ---- |
| 207  | ↗248 | ↘22  | ↘19  |